# Костешти
Костешти (рум. Costești) — город в Румынии в составе жудеца Арджеш. Расположен в 20 км от столицы жудеца, города Питешти.

## География
Город расположен в 20 километрах к югу от Питешти. Находится на берегу реки Талеорман. Административная единица имеет общую площадь 91,31 км².

## История
Упоминания об этих местах имеются ещё в документах XVI века, однако даже к концу XIX века Костешти всё ещё оставался сельской коммуной. Статус города он получил лишь в 1968 году. В состав города входят также населённые пункты (сёла) Броштени, Лэчени, Пырву-Рошу, Поду-Броштени, Смей и Стырчь.
Среди достопримечательностей города стоит отметить деревянные церкви XVII и XVIII века.
18 апреля 1930 года в пожаре в деревянной церкви в Костешти погибли 118 человек.

## Галерея

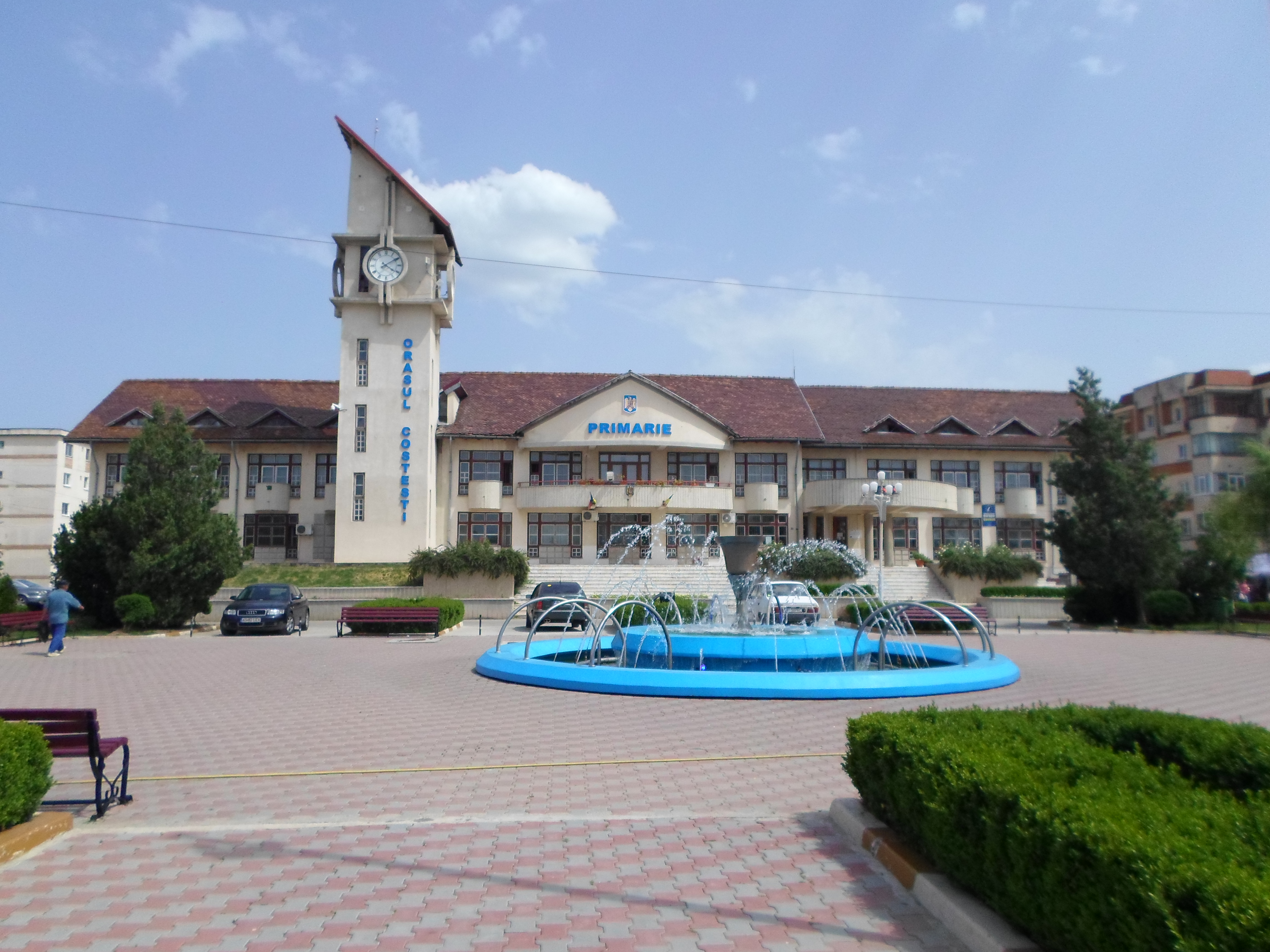
Мэрия города Костешти
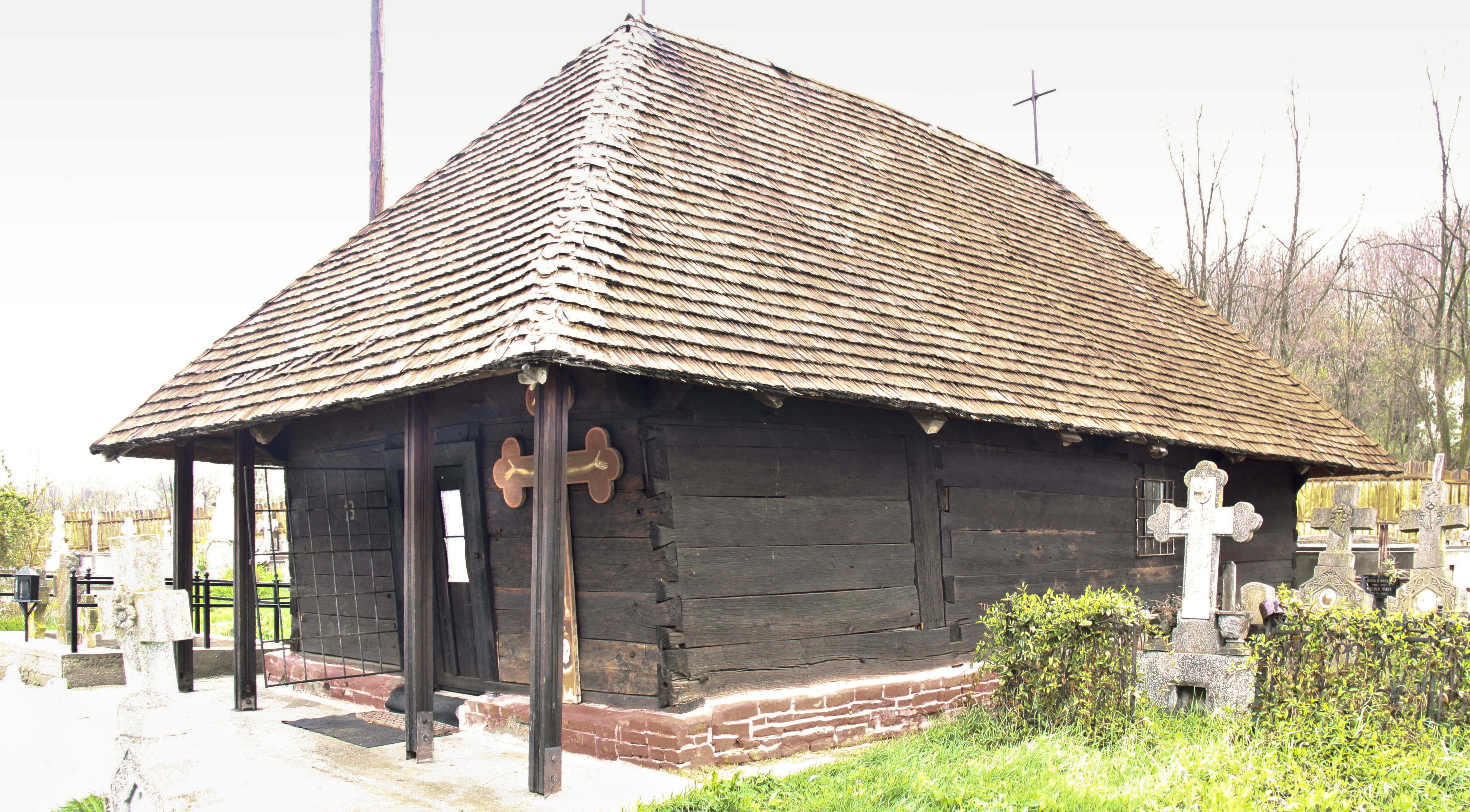
Церковь Вознесения Господня (1773 год)
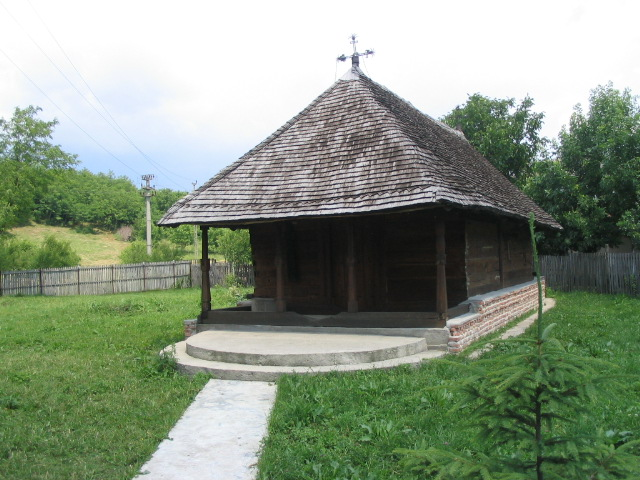
Церкоь Преподобной Параскевы (1807 год)